# Mario Seidl
Mario Seidl (8 dicembre 1992) è un combinatista nordico austriaco.

## Biografia
In Coppa del Mondo di combinata nordica ha esordito l'8 dicembre 2013 a Lillehammer (18°), ha ottenuto il primo podio il 2 dicembre 2016 nella medesima località (3°) e la prima vittoria il 24 novembre 2018 a Kuusamo. Ai Mondiali di Lahti 2017, suo esordio iridato, ha vinto la medaglia di bronzo nella gara a squadre dal trampolino normale e si è classificato 18º nel trampolino normale e 4º nel trampolino lungo.
Ai XXIII Giochi olimpici invernali di Pyeongchang 2018, sua prima presenza olimpica, ha vinto la medaglia di bronzo nella gara a squadre e si è classificato 13º nel trampolino lungo; nella stagione successiva ai Mondiali di Seefeld in Tirol ha vinto la medaglia di bronzo nella gara a squadre dal trampolino normale ed è stato 4º nel trampolino lungo e 7º nel trampolino normale. Ai Mondiali di Oberstdorf 2021 ha vinto la medaglia di bronzo nella gara a squadre dal trampolino normale e si è classificato 12º nel trampolino lungo e l'anno dopo ai XXIV Giochi olimpici invernali di Pechino 2022 si è piazzato 13º nel trampolino lungo.

## Palmarès

### Olimpiadi
- 1 medaglia:
  - 1 bronzo (gara a squadre a Pyeongchang 2018)

### Mondiali
- 3 medaglie:
  - 3 bronzi (gara a squadre dal trampolino normale a Lahti 2017; gara a squadre dal trampolino normale a Seefeld in Tirol 2019; gara a squadre dal trampolino normale a Oberstdorf 2021)

### Coppa del Mondo
- Miglior piazzamento in classifica generale: 6º nel 2017 e nel 2019
- 10 podi (8 individuali, 2 a squadre):
  - 2 vittorie (individuali)
  - 2 secondi posti (individuali)
  - 6 terzi posti (4 individuali, 2 a squadre)

#### Coppa del Mondo - vittorie
| Data             | Località    | Nazione   | Trampolino             | Spec.       |
| ---------------- | ----------- | --------- | ---------------------- | ----------- |
| 24 novembre 2018 | Kuusamo     | Finlandia | Rukatunturi HS142      | IN LH/10 km |
| 20 gennaio 2019  | Chaux-Neuve | Francia   | La Côté Feuillée HS118 | IN LH/15 km |

Legenda:

IN = individuale Gundersen

LH = trampolino lungo